# Teodoro Meneses Morales
Teodoro Liborio Meneses Morales (Huanta, 1915 – Lima, 1987) fue un lingüista y escritor peruano que escribió en quechua ayacuchano y español. Fue catedrático de quechua en la Universidad Nacional Mayor de San Marcos de Lima desde 1950 hasta 1986.

## Vida y labor literaria
Teodoro Meneses Morales, nacido en 1915, creció en Huanta. Su padre fue sombrerero y pequeño propietario de una chacra y su hermano mayor fue sacerdote. A la edad de 15 años, cuando aún hablaba poco el español, Teodoro fue a Lima. Con la ayuda de su hermano mayor, aprendió bien el español y estudió derecho en la Universidad Nacional Mayor de San Marcos (UNMSM). Allí conoció al filólogo italiano Ippolito Galante que había fundado el Instituto de Filología y la cátedra de quechua de la UNMSM. Teodoro decidió estudiar lengua y literatura quechua, su lengua materna. En 1938 Galante regresó a Italia, siendo reemplazado por el filólogo Fernando Tola Mendoza. En 1940 se licenció en lengua y literatura con su tesis “La dramática quechua colonial y sus relaciones con la dramática clásica española.”, después de que había publicado el drama quechua “El pobre más rico” (Wakcha aswan qhapaq) del siglo XVI en la revista Sphinx el mismo año. En 1946 se doctoró en la UNMSM sobre el tema de esta comedia quechua. Fue docente de quechua desde 1940, cuando José María Benigno Farfán tenía la cátedra de quechua. En 1950 asumió la cátedra y la mantuvo hasta 1986. Solo un año después falleció.
En 1948, junto con otros huantinos en Lima y Huanta como su sobrino Porfirio Meneses Lazón, Mauro Pérez Carrasco, Artemio Huillca Galindo y Clodoaldo Soto Ruiz, fundó un grupo literario y su revista Huanta, después Pregón Huanta. Bajo el seudónimo Pumajasa Jamuta (Pumaqasa Hamuta) publicó sus dos propios cuentos de ficción quechuas, De las audacias de Sáncar para el asentamiento de la nueva población de Huanta (1950) y De cómo se formó el valle de Huanta (1952). En 1954 salió el libro Cuentos Ayacuchanos, una colección de sus dos cuentos y un tercer cuento Misipa huchan (“El pecado del gato”) del autor Chuspicha (“Mosquita”) que fue Mauro Pérez Carrasco. Teodoro Meneses Morales escribió también poemas en quechua, publicados en dos antologías en 1974 y 1984.
El lingüista inglés Alan Durston considera a Teodoro Meneses Morales uno de los autores quechuas más importantes por inaugurar la prosa de ficción en quechua con sus cuentos publicados en la revista Huanta.

## Obras

### Cuentos en quechua
- 1954 (ed.): Cuentos quechuas de Ayacucho (la serie). Publicados [...] para uso de los alumnos de quechua del Instituto. Lima, Publicaciones del Instituto de Filología de la Facultad de Letras de la Universidad Nacional Mayor de San Marcos, 1954. 12 p.
  - Misipa juchan [Chuspicha = Mauro Pérez Carrasco: Misipa huchan (“El pecado del gato”)].
  - Suchuanacruy [Pumajasa Jamuta].
  - Imaynanpin cay Huanta huayjo ruracusjanmanta [Pumajasa Jamuta: Imaynanpim kay Wanta wayqu rurakusqanmanta (“De cómo se formó el valle de Huanta”). 1ª edición en el periódico Pregón Huanta, Nº 3, Lima, junio de 1952].
  - Imaynan Sancarpa ashuan jaricaynin yachaycusjancumanta [Pumajasa Jamuta: Imaynam Sankarpa aswan qarikaynin yachaykusqankumanta (“De las audacias de Sáncar para el asentamiento de la nueva población de Huanta”). 1ª edición en el periódico Huanta, 1950].
- 1986: Imaynampim kay Wanta wayqo rurakusqanmanta (3ª edición). Kuntur. Perú en la Cultura 2 (septiembre–octubre de 1986), pp. 30–31.

### Poesía en quechua (ejemplos)
- [Pumajasapi Harahuicuj, seudónimo, originalmente 1956]: Para Usyaptin (“Cuando la lluvia deja de caer”). En: Porfirio Meneses Lazón, Teodoro Meneses Morales y Víctor Rondinel Ruiz (eds): Huanta en la cultura peruana. Antología de literatura quechua. Lima: Nueva Educación, 1974, pp. 177–178.
- [Chantay Achalmi, seudónimo]: Param chayamun as-asmanta achkachuspan (Chakra haylli) (“Escala de lluvias, cántico agrario”). En: Alejandro Romualdo (ed.): Poesia peruana. Antologia general. Tomo I. Poesía aborigen y tradicional popular. Lima: Ediciones Edubanco, 1984, pp. 354–357.
- [Chantay Achalmi, seudónimo]: Muchuy pachapi (“En días de espantos. Sequía”). En: Alejandro Romualdo (ed.): Poesia peruana. Antologia general. Tomo I. Poesía aborigen y tradicional popular. Lima: Ediciones Edubanco, 1984, p. 358.

### Publicaciones de drama en quechua (como editor)
- 1940 (ed.): El pobre más rico. Sphinx 9, pp. 89–100.
- 1956 (ed.): Canciones quechuas de Ayacucho (2a serie). Instituto de filología de la facultad de letras de la universidad mayor de San Marcos.
- 1960 (ed.): La muerte de Atahualpa: drama Quechua de autor anónimo. Universidad Nacional de San Marcos.
- 1983 (ed.): Teatro quechua colonial: Antología. Edubanco.

### Tesis, publicaciones académicas
- 1944: La dramática quechua colonial y sus relaciones con la dramática clásica española. Tesis para optar al grado de Bachiller en Humanidades. Lima: Facultad de Letras y Pedagogía de la Universidad Mayor de San Marcos.